# مارنت پترسون
مارنِت پَترسون (انگلیسی: Marnette Patterson؛ زادهٔ ۲۶ آوریل ۱۹۸۰) یک هنرپیشه اهل ایالات متحده آمریکا است.

## گزیدهٔ آثار

### سینما
- تک‌تیرانداز آمریکایی (۲۰۱۴)
- به یاد داشته باشید (۲۰۰۷)
- کلاود ۹ (۲۰۰۶)
- بی‌حرکت ایستادن (۲۰۰۵)
- کمپ ناکجاآباد (۱۹۹۴)

### تلویزیون
- منتالیست (۲۰۱۱)
- دکتر هاوس (۲۰۰۹)
- سی‌اس‌آی (۲۰۰۷)
- افسون‌شده (۲۰۰۶)
- سوپرنچرال (۲۰۰۵)